# Agriotes passosi
Agriotes passosi is een keversoort uit de familie kniptorren (Elateridae). De wetenschappelijke naam van de soort is voor het eerst geldig gepubliceerd in 2002 door Giuseppe & Serrano.